# Hovmästarinna

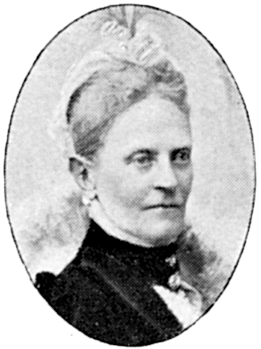
Ebba Ankarcrona, hovmästarinna hos kronprinsessan Viktoria 1885 till 1911.

Hovmästarinna är en tjänst vid de Kungliga hovstaterna. Begreppet används om en kvinna ur en adlig familj som har överinseende över hovhållningen för en drottning eller annan furstlig kvinna. En annan betydelse betecknar en kvinnlig hovmästare på ett näringsställe.